# Ragazzo col gilet blu
Ragazzo con giacca blu è una celebre opera di Amedeo Modigliani del 1919. L'opera si trova al Museum of Art di Indianapolis, negli Stati Uniti.